# مسرح فلسطيني
عرفت فلسطين الفن المسرحي في الربع الأخير من القرن التاسع عشر من خلال عدّة محاولات لها، قيمتها التاريخية برزت وارتقت في مطلع القرن العشرين خصوصًا بعد الحرب العالمية الأولى، حين نشطت المدارس في تقديم المسرحيات خاصةً الوطنية والتاريخية منها، وجاءت محاولات إنشاء مسرح فلسطيني واضح الرؤية في زمن الانتداب البريطاني في فلسطين وتحديدًا عام 1918.

## نبذة تاريخية عن المسرح الفلسطيني
عدم تشجيع سلطات الانتداب البريطاني للمسرح الفلسطيني المحلي، وتفضيلها المسرحية المترجمة لم يمنع كتّاب مسرحيين فلسطينيين من تقديم عدد لا بأس به من المسرحيات طُبع منها القليل. الأمر الذي تجلّى في دار المعلّمين في القدس حيث ختمت عامها الدراسيّ 1932 بمسرحية «هاملت» لشكسبير، وأتقن طلابها جميعًا أدوارهم وخاصةً الطالب الذي قام بدور «جرترود» أم هاملت، حيث ظنّه الكثيرين امرأة.
شهدت مرحلة ما قبل 1948 ازدهار المسرح الفلسطيني فعليًا، وتعدّدت التجارب مما أغنى الحركة المسرحية التي ارتبطت في بداياتها في فلسطين بالمدارس التبشيرية التي انتشرت في القدس، يافا، حيفا وبيت لحم. ولعلّه من الإنصاف القول أنّ الأندية والجمعيات الناشطة في فلسطين هيّأت الجوّ لغرس بذور النهضة المسرحية؛ حيث كان التمثيل ضمن برامجها الدوريّة، ومن هذه الجمعيات «جمعية الشبان المسيحية» في القدس والتي أُنشئت عام 1877. عُرفت مجموعة من الأسماء التي اهتمت بالكتابة للمسرح ما بين عامي 1919- 1949، وعلى رأسهم: جميل حبيب بحري، والأخوة صليبا ونصري وجميل وفريد الجوزي. في هذه الفترة، تأثرت حركة المسرح بكثير من العوامل، إضافةً إلى المدارس التبشيرية؛ كانت هناك مدارس وطنية أسّست كردّ على المدارس التبشيرية، واهتمت هذه المدارس بالمسرح؛ حيث قدم معظمها مسرحية واحدة على الأقل في نهاية كل عام دراسي.
كما شكّلت الفرق المصرية والشامية والأجنبية التي زارت فلسطين بين أعوام 1920- 1930، أمثال فرقة جورج أبيض والريحاني وعلي الكسار، إضافةً إلى قيام عدد من الفرق الأجنبية بتقديم مسرحيات شكسبير وموليير، عاملًا أساسيًّا لبعض الشبّان الفلسطينيين دفعهم إلى تأسيس فرق تمثيلية في العديد من المدن. في تلك الفترة وصل عدد الفرق المسرحية في مدينة القدس وحدها إلى ما يزيد على 30 فرقة، غير أن هذه الفرق كانت ضعيفة المستوى. كذلك الجمعيات والنوادي ومحطة الإذاعة الفلسطينية والصحف والمطابع، أثّرت بدورها، بشكل أو بآخر على الاهتمام بالمسرح في تلك الفترة.
واجه المسرحيين الفلسطينيين مجموعة من الصعوبات تمثلت في عدم وجود فتيات للقيام بالأدوار النسائية واستئثار بعض محبي الظهور بالأدوار الرئيسة، خصوصًا إذا كانوا من أبناء العائلات أو ممن يدعم أهاليهم المسرح بشكل أو بآخر، كما ساهمت القوانين الحكومية والرقابة على النصوص في عرقلة الجهود المسرحية.
من أهم الكتّاب الذين كتبوا للمسرح قبل عام 1948، كان جميل حبيب بحري، حيث قام بكتابة 12 مسرحية منها:
- الوطن المحبوب، 1923، نشرت في القاهرة.
- الخائن، مأساة من 3 فصول، 1924.
- في سبيل الشرف، مأساة من 5 فصول، 1926.
- سجين القصر، مأساة من 5 فصول، 1927.
عرف المسرح الفلسطيني أيام الانتداب المسرحيات السياسية، ولكن في وقت متأخر، وذلك بسبب صرامة الرقابة البريطانية التي كانت توجّه أقسى معاملاتها ضد المسرحيات السياسية المطبوعة، غير أن هذا لم يحُل دون أن تلعب المسرحية السياسية دورها المهم. وخرجت في فترة ما بين الحربين مسرحيات تحارب الصهيونية وتحضّ على عدم بيع الأراضي لليهود، وصرف بعض الكتّاب همّه الأول للكتابة المسرحية الموجهة ضد النفوذ الأجنبي وتدخله في شؤون العرب الداخلية.

## المسرح الفلسطيني بعد 1948
لم يكد المسرح الفلسطيني يبدأ أولى خطواته حتى حلّت النكبة، وعلى هذا تشتّت شمل فنّاني المسرح الفلسطيني، وهاجر معظمهم إلى الأردن، حيث بدأوا نشاطًا مسرحيًا فلسطينيًا هناك. أمّا من بقي منهم في فلسطين؛ سكتوا لمدة من الزمن، ثم عاودوا نشاطهم.
من الفرق التي انتشرت في فلسطين 1948-1967 كانت فرقة «بلالين»، فرقة «دبابيس»، فرقة «المسرح الشعبي»، فرقة «المسرح الحديث»، فرقة  «كشكول»، فرقة «المسرح الحي»، وفرقة  «المسرح الفلسطيني». ومن الأسماء البارزة التي نشطت لإعادة الحياة إلى المسرح الفلسطيني: صبحي الداموني، وأديب جهشان، الذي كان أبرز أعضاء «المسرح الناهض في حيفا»، كما برز كذلك اسم نصري الجوزي ككاتب، ومن مسرحياته:
- العدل أساس الملك 1956.
- الدنيا أم 1956.
- فؤاد وليلى.
- الحق يعلو.
- شبح الأحرار.
- صور من الماضي، وهي للأطفال كذلك.
- تراث الآباء، وكانت هذه المسرحية ضد بيع الأراضي في فلسطين لليهود.
كتب كذلك  برهان الدين العبوشي مسرحية «وطن الشهيد»، وكتب محمد حسن علاء الدين مسرحية شعرية في أربعة فصول عن حياة وموت الشاعر «امرؤ القيس»، وكتب في الاتجاه نفسه محي الدين الحاج عيسى الصفدي مسرحية «كليب» وهي شعرية من خمسة فصول.

## المسرح الفلسطيني في مرحلة 1948- 1967
عرقلت النكبة صعود نجم المسرح الفلسطيني، لكنّها من جانب آخر أخذت تغذّي الذات الفلسطينية، فاحتل موضوع النكبة معظم الكتابات المسرحية. تجدر الإشارة أيضًا إلى مساهمة انتشار التعليم والمدارس في دفع المسرح إلى الأمام، حيث أنّ التعليم يخدم الوعي المسرحي، كما ساهم التعليم العالي كذلك في موضوع المسرح، إضافةً إلى الفرق الفلسطينية والمهرجانات الصيفية ووسائل الإعلام، كل ذلك خلق روح جديدة للمسرح في فلسطين.
من جانب آخر واجهت الحركة المسرحية مجموعة من الصعوبات، مثل: قوانين الاحتلال وأوامره الرقابية التي حدّت كثيرًا من انطلاق المسرحيين الفلسطينيين، كما تأثرت الحركة المسرحية كذلك بعامل عدم وجود هيئة مسؤولة تنظم علاقات المسرحيين وتدعمهم، وشكلت نُدرة النصوص المسرحية عاملًا هامًا أعاق المسرح الفلسطيني عن النهوض، كما بقيت المشكلة الاجتماعية التي تمثّلت في عدم وجود فتيات يقمن بالأدوار النسائية، وهذه المشكلة عانى منها المسرح في فلسطين طويلًا.
مع انطلاقة الثورة الفلسطينية خطى المسرح الفلسطيني خطوة أخرى، حيث تطلع الثوّار إلى إعادة النشاطات الثقافية والفنية التي أُهدرت طوال سنوات النكبة، فقامت، وبمبادرة من حركة التحرير الوطني الفلسطيني «جمعية المسرح العربي الفلسطيني» عام 1966، وحددت لنفسها أهدافاً واضحة، هي:
- التوعية بالقضيّة الفلسطينيّة.
- عرض تجارب الثورة الفلسطينية النضالية على المسرح.
- إحياء التراث الثقافي الفلسطيني.
لبلوغ هذه الأهداف تكوّنت فرقة للتمثيل المسرحي، زارت عواصم البلاد العربية، وقدمت عروضها على مسارحها، كما اتجهت الجمعية كذلك إلى ضم شتات الموسيقيين في فرقة قدمت حفلاتها على مسارح دمشق، تخللتها أغانٍ فلسطينية وأناشيد ثورية وعروض أزياء شعبية فلسطينية.
كما أسهمت جمعية المسرح العربي الفلسطيني في تكوين نواة لفرقة فنون شعبية من أجل إحياء التراث الشعبي وحمايته من الضياع.
قدمت الجمعية مسرحياتها على مسارح كثيرة في العواصم العربية:
- «شعب لن يموت» تأليف فتى الثورة وإخراج صبري سندس.
- «الطريق» تأليف وإخراج نصر الدين شمّا.
- «حفلة من أجل 5 حزيران» تأليف سعد الله ونّوس، وإخراج علاء الدين كوكش.

## المسرح الفلسطيني بعد 1967
بعد عام 1967، أطلّ جيل جديد من الكتّاب أخذ يقدّم بنجاح مجموعة من الأعمال المسرحية في الضفة الغربية وأماكن أخرى من فلسطين مثل مسرحية «العتمة». كما كتب الشاعر سميح القاسم مسرحية «قرقاش»، والشاعر معين بسيسو مسرحية «ثورة الزنج» و«شمشون ودليلة»، وسهيل إدريس مسرحية عن فلسطين بعنوان «زهرة من دم»، وهارون هاشم رشيد مسرحية شعرية بعنوان «السؤال»، والشهيد غسّان كنفاني مسرحية «الباب» و«القبعة والنبي».
بعد عام 1967، تأسس المسرح الفلسطيني على يد فنانين درسوا المسرح أكاديميًا أمثال حسن عويتي، وخليل طافش، ونائلة الأطرش، وحسين الأسمر، خارج الأرض المحتلة؛ حيث حالت الظروف التاريخية دون ظهور هذا المسرح قبل هذا التاريخ.
قدّم المسرح في بدايته «محاكمة الرجل الذي لم يحارب»، وقدم حسين الأسمر مسرحية «حلم فلسطيني» من تأليف رشاد أبو شاور، حيث يقوم مضمونها على فضح القوى الداخلية والخارجية التي تقف في وجه تحقيق الحلم الفلسطيني في العودة إلى فلسطين. ومن أواخر عروض المسرح الوطني الفلسطيني مسرحية «مؤسسة الجنون الوطنية»، من تأليف سميح القاسم وإخراج فؤاد الساجر.
بدوره قدم المسرح الوطني مسرحيات عديدة منها مسرحية «الغريب والسلطان» لرشاد أبو شاور.
كما نشأت في الضفة الغربية مجموعة من المؤسسات التي تعنى بالمسرح، مثل: مسرح الحكواتي، مسرح القصبة، فرقة عشتار للفنون المسرحية، ومن الأسماء اللامعة في هذه المسارح كان جورج إبراهيم، بسام زعمط، محمد بكري، وفي داخل فلسطين التاريخية برز كذلك عدة مسرحيين، مثل: راضي شحادة من مسرح السيرة وكذلك سليم ضو، وجمال سلمان. أمّا في قطاع غزة؛ بدأت منذ الثمانينيات مجموعة من المحاولات لخلق حالة مسرحية لكنها كانت جميعها في طور التجريب.

## المسارح والفرق المسرحية في فلسطين

### المسرح الوطني الفلسطيني
أسّسه خليل طافش في المهجر، كما أنّه أول من دعى إلى تشكيل فرقة قومية عربية تضم فنانين من أنحاء الوطن العربي خلال مؤتمر صحفي أثناء مهرجان المسرح العربي في الرباط عام 1974، هذه الدعوة التي لم يلتفت إليها أحد في حينه، إلى أن جاء الفنان المغربي الطيب الصديقي وأقام هذه الفرقة في أوائل الثمانينات. درس طافش المسرح في القاهرة وتخرّج من المعهد العالمي للفنون المسرحية في القاهرة عام 1969م، وكانت بدايته مع فرقة «فتح المسرحية» منذ عام 1969.
في عام 1970 توقف نشاط فرقة «فتح المسرحية» فترة من الوقت إلا أنّها استطاعت وبفضل جهود شبابها أن تُعيد نشاطها من جديد، وكان ذلك خلال عام 1971، أي بعد سنة من التوقف، وكانت العودة أكثر موضوعية وأكثر فعالية، حيث كانت هناك مجموعة من الشباب الذين يملكون الرغبة والخبرة ولديهم مؤهلات علمية أكاديمية في فن المسرح، وهنا قام خليل طافش بتطوير فرقة «فتح المسرحية» لتصبح فرقة «المسرح الوطني الفلسطيني» كي تكون أكثر شمولية للفلسطينيين، فتم استقطاب عدد أكبر من الفنانين الأكاديميين الفلسطينيين، وخلال هذه الفترة قُدّمَ عمل مسرحي للشاعر العربي السوري ممدوح عدوان في الجزائر وتونس وفي دمشق ضمن عروض المهرجان المسرحي بسوريا.
كان الإنتاج المسرحي الأول للمسرح الوطني الفلسطيني مسرحية «محاكمة الرجل الذي لا يحارب» تأليف ممدوح عدوان، وإخراج حسن عويني، وبعدها قدّمت الفرقة مسرحية «العصافير تبني أعشاشها بين الأصابع» تحت عنوان «الكرسي» من تأليف الشاعر معين بسيسو، ومن إخراج خليل طافش، وحققت هذه المسرحية شهرة كبيرة وصدى واسعًا ليس في الوطن العربي فحسب، بل في كثير من البلاد الأوروبية أيضًا وذلك عندما مثّلت فلسطين في مهرجان المسرح العربي في الرباط سنة 1974، حيث اعتبرت مسرحية «محاكمة الرجل الذي لا يحارب» للشاعر الفلسطيني ممدوح عدوان، كانت بداية لخلق مسرح فلسطيني بالمعنى الكامل وجاءت بعدها مسرحية «الكرسي» لتكون قفزة للمسرح الفلسطيني بل قفزة للمسرح العربي عامة، كما قدمت مسرحية «الكرسي» في مهرجان المسرح بالرباط وحققت أصداء واسعة في العالم ووصفت صحيفة الليموند الفرنسية في عددها الصادر 21 شباط من عام 1974، المسرحية بأنّها: أهم المسرحيات التي عالجت قضية فلسطين والتي قدّمها المخرج خليل طافش، للشاعر معين بسيسو، وأشادت الصحيفة بالمسرحية.

### مسرح وسينماتيك القصبة

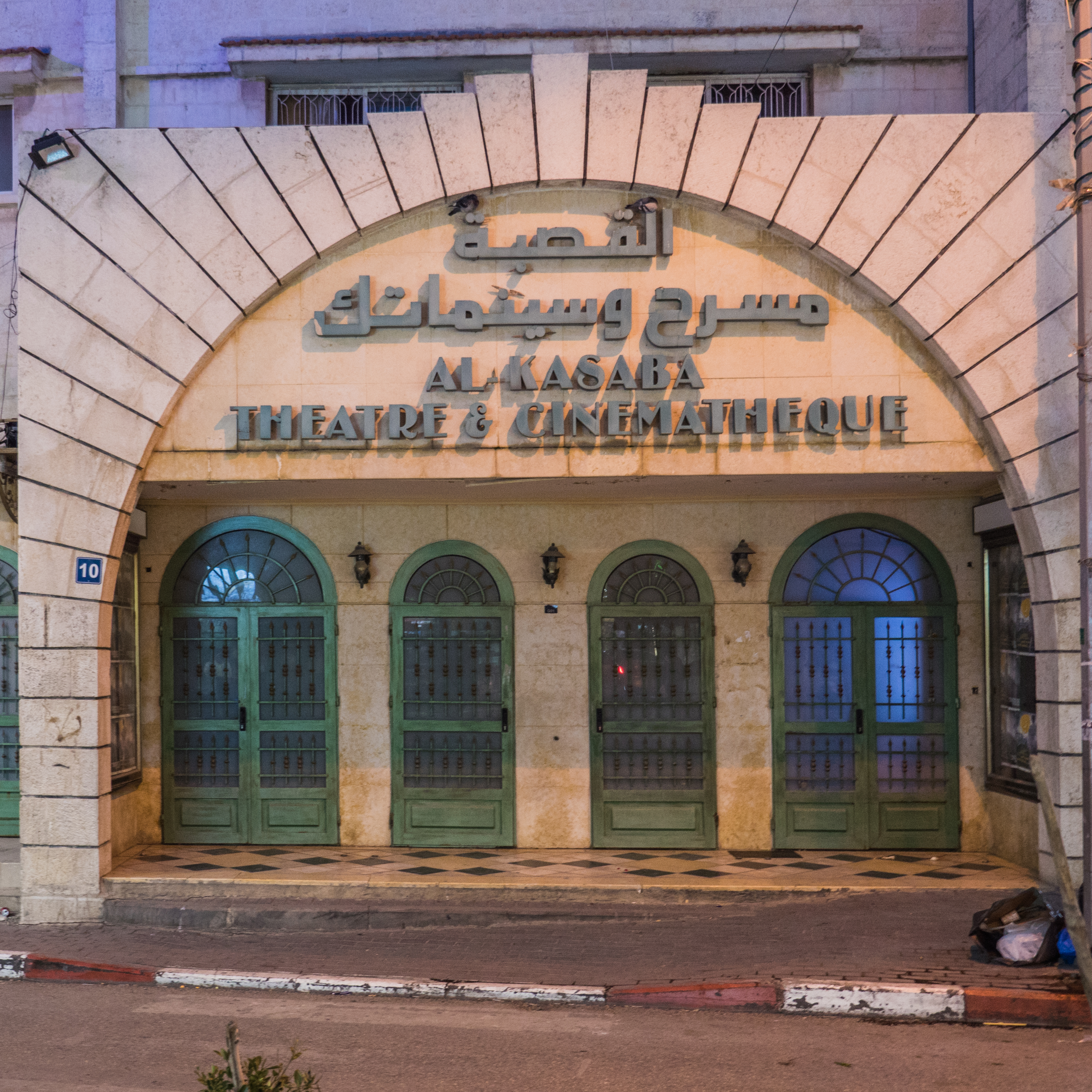
مسرح وسينماتك القصبة

تأسّس القصبة في مدينة القدس في عام 1970م تحت اسم فرقة الفنون المسرحية، وتم تغيير الاسم في عام 1984 حيث أصبح اسمه «مسرح الشوك». وفي عام 1986، قامت الفرقة بتغيير اسمها مرة أخرى ليصبح اسمه «مسرح الورشة الفنية»؛ ليتناسب مع تطلّعات القصبة في المسرح التجريبي، ولإرساء أساليب فنية جديدة تقوم على المعاصرة والتجديد.
في عام 1989 تم بناء وترميم مسرح القصبة في مدينة القدس ليفي بأغراض العروض المسرحية والأعمال السينمائية المختارة، وليكون مكان عرض دائم للفنون التشكيلية وملتقى للمثقفين والفنانين.
يتكوّن مسرح القصبة في مدينة القدس من قاعة تتسع ل 95 شخصًا، بالإضافة إلى كافتيريا وقاعة معارض.
في عام 1998م بدء العمل على بناء وترميم مسرح وسينماتك القصبة في مدينة رام الله، وكان هذا المسرح صالة سينما في السابق تسمى «سينما الجميل» التي أغلقت أبوابها في عام 1987م، وأُعيد فتحها باسم مسرح السراج منذ بداية التسعينيات؛ إلا إنّها كانت قاعة غير مجهزة. ونظرًا لعدم وجود بنية تحتية للفنانين الفلسطينيين؛ شكّل مسرح وسينماتك القصبة أول بنية تحتية في فلسطين من خلال تجهيز قاعات للعروض مزوّدة بأحدث التقنيات المسرحية والسينمائية.
افتُتِحَ مسرح وسينماتك القصبة في مدينة رام الله في 1 حزيران من عام 2000، الذي أصبح وخلال فترة زمنية قصيرة، واحدًا من أهم المراكز الثقافية في فلسطين.
يستهدف المسرح في عمله شرائح المجتمع بشكل عام، والنساء والشباب والأطفال بشكل خاص، ويسعى إلى تفعيل وتطوير الفنون المسرحية والسينمائية والأدائية في فلسطين، وتعميق التواصل والحوار والتبادل الثقافي المحلي والعربي والعالمي. كما يولي المسرح أهمية خاصّة لمسرح الطفل، يتجلّى ذلك في عروضه المسرحية للأطفال في المناطق الفلسطينية المهمّشة؛ من منطلق إيمانه بأهميته الثقافية والتربوية.
أنتج مسرح وسينماتك القصبة منذ تأسيسه في عام 1970 خمسين عملًا مسرحيًّا؛ منها 32 مسرحية للكبار، و 18 مسرحية للأطفال. كما شارك «القصبة» في العديد من المهرجانات المسرحية الفلسطينية والعربية والأجنبية، وحاز على العديد من الجوائز:
- جائزة أفضل عمل- مسرحية «قصص تحت الاحتلال»، مهرجان أورينسيه- إسبانيا 2005.
- جائزة التانيت الذهبي- أفضل عمل متكامل، لمسرحية قصص تحت الاحتلال، مهرجان أيام قرطاج المسرحية 2003.
- جائزة أفضل عمل لمسرحية قصص تحت الاحتلال في مهرجان القاهرة الدولي للمسرح التجريبي- مصر 2001.
- جائزة أفضل تصميم ملابس لمسرحية المهاجر في الدورة التاسعة لمهرجان «أيام قرطاج المسرحية» تونس 1999.
- جائزة أفضل إخراج لمسرحية المهاجر في الدورة التاسعة لمهرجان أيام قرطاج المسرحية 1999.
- جائزة اليونيسيف الثانية لمسرحية السمكة الذهبية، في الدورة الأولى للمسرح العربي للطفولة في قرطاج- تونس 1999.
- جائزة فلسطين للمسرح 1998.
- جائزة أفضل ممثل للفنان أحمد أبو سلعوم، عن دوره في مسرحية رمزي أبو المجد في مهرجان قرطاج السابع- تونس 1995.
- جائزة أفضل طاقم تمثيل عن مسرحية «الأطفال القزم وبنت الطحان» في مهرجان مسرح الأطفال- حيفا 1995.

### المسرح الشعبي سنابل
مؤسسة ثقافية فلسطينية تأسّست في القدس عام 1979، باسم المسرح الشعبي الفلسطيني ثم اتخذت اسم مسرح سنابل عام 1984 ومقرّها قلب مدينة القدس في حيّ الثوري.
بجهود العاملين والمتطوّعين افتتح مسرح سنابل عام 1998، وتنقل في عدة أماكن داخل المدينة المقدّسة. عمل مسرح سنابل ولا زال على تكريس الهوية الوطنية من خلال إنتاج مختلف الأعمال المسرحية للأطفال والشباب والصبايا والكبار؛ وأسهم في بناء «مسرح الشارع» و«مسرح الريف»؛ سعيًا منه لتعريض أبناء شعبنا للفن المسرحي الذي نرى فيه رافعة حضارية. ويطمح من خلال ألوان نشاطاته المتعددة إلى نزع حالة البؤس واليأس عن كل انسان بشكل عام، وكل عربي وفلسطيني بشكل خاص.

### مسرح عشتار
تأسّس مسرح «عشتار» عام 1991، انطلاقًا من البحث عن مشروع مسرحي تدريبي، الهدف منه هو خلق كوادر فنية مؤسسة على منهجية مسرحية علمية، حيث قام أعضاء الفرقة بدراسة ميدانية للواقع الثقافي والمسرحي، فوجدوا أن هناك فرقًا صغيرة تقدم عرضًا أو اثنين، ثم لا تلبث أن توقف نشاطها. وفي ضوء ذلك طوّر أعضاء مسرح عشتار برنامجًا للمدارس يُدرّس المسرح للطلاب بموازاة المواد العلمية التي يتلقونها في صفوفهم عبر مختلف مراحل دراستهم، حيث يحصلون بعدها على شهادة معتمدة من «وزارة الثقافة الفلسطينية».
فرقة عشتار هي واحدة من 37 فرقة مسرحية من شتّى أنحاء العالم، تشارك في مهرجان شكسبير العالمي، وتقدّم عروضها بلغات مختلفة. ومن العروض المسرحية التي قدّمتها هذه الفرقة هي:
مسرحية «الجميلة والوحش» للكاتب هانس تشادير عام 1993، «كل شيء تمام» للكاتبة كولين سيروعام 1994، ومسرحية للكاتبة بولين مول عام 1995، مسرحية «ريتشارد الثاني» للمخرج الإيرلندي «كونال موريسون»، وعرضت هذه المسرحية في مدينة أريحا.

### مسرح الحارة
مسرح الحارة مؤسسة غير ربحية، تأسس في العام 2005. مقره في بيت جالا. يلتزم بمبادئ التعدّدية والتنوّع الثقافي من خلال إنتاج وترويج الفنون المسرحية في فلسطين.
يساهم مسرح الحارة في بناء مجتمع مدني يؤكد على احترام حقوق الإنسان والديموقراطية وحريّة التعبير كمكوّنات أساسية لمجتمع حيوي. ويهدف إلى تطوير المسرح الفلسطيني والعربي من خلال: تنسيق وعقد ورشات عمل في مجالات الفنون المسرحية، تطوير فن الكتابة المسرحية داخل الوطن، وعقد ورشات عمل متخصصة في هذا المجال، تشجيع وتسهيل إضافة مادة تختص بالمسرح إلى المناهج الفلسطينية، بناء شبكة مع المؤسسات الثقافية والفنية في فلسطين والشرق الأوسط والعالم أجمع، والوصول إلى جمهور مسرحي من خلال عروض مسرحية لجميع الفئات العمرية والخلفيات الاجتماعية.
حصل مسرح الحارة على عدة جوائز منها:
- جائزة أفضل عرض مسرحي عن مسرحية «حنين البحر» إخراج "رائدة غزالة" في مهرجان مسرح الطفل في رومانيا.
- جائزة أفضل عمل مسرحي عن مسرحية «مفتاح وحياة»، إخراج سامي متواسي ومحمد عواد في مهرجان مسرح الجامعات في الأردن، لمتدربي مسرح الحارة ومركز «الفينيق».
- أول جائزة سنوية تقدم من مؤسسة «مسرح ضد الحروب» في نيويورك لأعمال ونشاطات مسرح الحارة في ظل الحرب.
ومن أهم المسرحيات التي عرضها واستهدفت فئة الشباب والكبار: مسرحية «واجه ولكن؟!»، و«هَمّ البنات للمَمَات»، و«سلطة داب هوب»، و«بيت ياسمين»، و«المصيدة»، و«المتحول»، و«النكية»، و«الحَشْرة»، و«اكتشاف»، و«ارمي العصا».
كما عرض العديد من المسرحيات التي استهدفت الأطفال والعائلات مثل: «يلاّ برهان»، و«ميرابل»، و«ليش؟»، و«لوز وسانتا كلوز»، و«لسّا بتحبني؟»، و«قمر ومالك»، و«حنين البحر»، و«الحاج سمعان»، و«التفاحة الحمراء»، و«البديل».

### «أيام المسرح»
تأسّس أيام المسرح عام 1995، وهو عبارة عن مركز لتدريب الدراما، جمهوره الأطفال من 5 سنوات حتى 17 سنة.
تُستَوحى الأعمال المسرحية التي ينتجها «أيام المسرح» من الحياة اليوميّة للأطفال في فلسطين. وتتمحور هذه الأعمال حول المجتمع في معظم الأحيان، بالإضافة إلى الأعمال التي ترتكز على مصادر معاصرة أو تقليدية لموروث ثقافي، وأدب فلسطيني وعربي.
تُعدّ النصوص المسرحية لـ«أيام المسرح» إنتاجات أصيلة، وتمتلك جميع حقوق النشر لها؛ كتب حتى الآن أكثر من عشرين نصًا لأعمال مسرحية أصيلة، مستوحاة من الواقع الذي يعيشه الشباب الفلسطيني؛ ومن هذه المسرحيات:
النساجات (غزه 2012)، الكهربائيين (غزه 2012)، امبا (غزه 2012)، بارود باشا (غزه -2012)، الأجداد (غزة 2011)، الأخوات (غزة 2011)، الأخوة (غزة 2011)، المسرحيه الصغيره (غزه 2011)، الأمهات (غزة 2011)، المسرحية البيضاء (غزة 2010)، المسرحية الزرقاء (غزة 2010)، المسرحية السوداء (غزة 2010)، المسرحية الحمراء (غزة 2010)، نزهة في ميدان المعركة (غزة 2009)، تنس طاولة (غزة 2009-2010)، اللعبة أ (2008)، اللعبة ب (الضفة الغربية 2008)، المرجوحة (الخليل 2007)، إضراب عام (غزة 2007)، الحارس (الخليل 2006)، حواديت (غزة 2006)، أم العبد وأولادها (غزة 2005)، الفاضلون (الخليل 2004)، أبو جاموس وأولاده (الخليل 2004)، بيوت الناس (غزة 2004)، عادي (الخليل 2004)، الملك هو الملك (الخليل 2003)، الفيل يا ملك الزمان (غزة 2002)، الولد الماشي (غزة 2002)، مجنون (الخليل 2002).
غوارنيكا أو أنا وأمي في الحرب (غزة 2001)، الولد الماشي (الخليل 2001)، النصف الآخر (الخليل 2000)، منطق الطير (غزة 1999)، أم العبد وأولادها (الخليل 1999)، حكايات شارع خلفي (غزة 1999)، شاهر وفلاح (طولكرم (1999)، حلم رامي (غزة 1998)، الغرباء لا يَشربونَ القهوة (طولكرم 1998)، المقهى الزجاجي (الخليل 1998)، أنا وسيدي (بيت جالا 1998)، عيد قنديل (القدس 1998)، دون كيشوت (غزة 1998)، قصة كفر شما (غزة 1997)، الخامسة بعد الزوال (بيت جالا 1997)، حفيظة ومطاوع (غزة 1996)، جسر إلى الابد (بيت جالا 1996).

### المسرح الشعبي الفلسطيني
تأسّست فرقة المسرح الشعبي في مدينة عمان في الأردن عام 1991م، وكان في عضويّتها عدد كبير من الفنانين المسرحيين الفلسطينيين والأردنيين والعرب. وأنتجت الفرقة الكثير من الأعمال المسرحية، وكانت تتجول في عروضها في جميع المدن الأردنية. واستضافت فرقًا مسرحية عربية وأجنبية، ونظمت عشرات الدورات التدريبية والندوات، كما أصدرت مجلة متخصصة في المسرح والدراما.
في العام 1996م؛ انتقل عدد من أعضاء الفرقة إلى فلسطين، وتابعوا نشاطهم في مدينة رام الله وواصلوا تقديم المسرحيات المختلفة في المدن والقرى والمخيمات مثل مسرحيات: «بحلم في بكرة»، «سندريلا»، «قراقوش»، «الخوف»، «القفص»، «يا قدس»، «زمن الأبرياء»، «مونودراما لعبة الشاطر»، «الطائر الحزين»، «حفار القبور»، «أحلام معلقة»، «الشاطئ الآخر»، «الدغري»، «الضوء الأسود»، «خطايا». كما أنجزت الفرقة عددًا من الأفلام والبرامج التلفزيونية والإذاعية، إضافةً إلى اهتمامها بالتراث وفنون الفرجة الشعبية.
جدّدت الفرقة ترخيصها من وزارة الداخلية ووزارة الثقافة الفلسطينية عام 2005م، تحت اسم «جمعية المسرح الشعبي لفنون الأداء والتدريب»، وهي تضم في عضويتها 37 عضوًا يسهمون في الحياة المسرحية والثقافية في فلسطين، ويشاركون في تنظيم ورشات عمل ودورات تدريبية في القرى والمدن الفلسطينية، وذلك بالتعاون مع العديد من المراكز الثقافية والفرق المسرحية ومؤسسات الأطفال ووزارة الثقافة الفلسطينية.
شاركت الفرقة في العديد من المهرجانات المسرحية العربية في: الأردن، ومصر، والعراق، والخليج العربي، والمغرب، وتونس؛ وحازت على العديد من الجوائز خلال تلك المهرجانات.
يقع مقر «جمعية المسرح الشعبي» ومركز نشاطها في مخيم الأمعري، في محافظة رام الله والبيرة، حيث وفّر مركز شباب الأمعري جزءًا من مرافقه لنشاطات الجمعية منذ العام 2005م. يقع مكتب الجمعية الإداري وسط مدينة رام الله.

### مسرح الطنطورة للدمى
هو مسرح فلسطيني شعبي، تأسّس عام 1995م، تستهدف عروضه الأسرة الفلسطينية بجميع أفرادها، كما يستهدف الفئات المُهمشة والبعيدة عن مراكز المدن كما في القرى والمخيّمات. ويسعى مسرح الطنطورة إلى تحقيق أهداف تربوية وتعليمية عبر إرشاد وتوعية الجمهور من خلال عروض ممتعة ومفيدة؛ ما يساعد في التخفيف من معاناة الأطفال في ظروف بالغة القسوة والتعقيد.
نالَ مسرح الطنطورة جائزة فلسطين الدولية للإبداع والتميز؛ لتميزه في نشر الثقافة في المجتمع الفلسطيني، وبث رسالة فلسطين إلى العالم عبر استخدام أساليب فنية مبتكرة.
تمتد أهداف مسرح الطنطورة لتشمل بث رسالة الشعب الفلسطيني وقضيّته إلى العالم، حيث قدم عرضًا مسرحيًا ضخمًا في اليابان حول الانتفاضة الشعبية والقضية الفلسطينية، شارك في أدائه مجموعة من الفنانين اليابانيين إلى جانب الفلسطينيين.
كما تتناول عروض الطنطورة قضايا: الطفولة وحقوق الأطفال؛ والمجتمع المحلي والأسرة والمرأة في المجتمع الفلسطيني؛ إلى جانب قضايا البيئة وترشيد الطاقة والمياه، وغيرها.
يسعى مسرح الطنطورة إلى تعليم المهتمين فنون وأساليب مسرح الدمى، فشارك في العديد من ورشات العمل في مجال تصنيع وتحريك الدمى وإعداد النصوص.
كما شارك مسرح الطنطورة للدمى في العديد من المهرجانات المسرحية المحلية والدولية، إضافة إلى مؤتمرات حول الطفولة والثقافة في العديد من دول العالم، مثل: الأردن، والإمارات العربية المتحدة، وألمانيا، وهولندا، وبريطانيا، والولايات المتحدة، كندا، وغيرها. ونال لقب لؤلؤة المهرجان في مهرجان طرطوشة الدولي (بين الثقافات) في إسبانيا عام 2005م.

### مسرح سفر
هو مسرح فلسطيني مستقل قام بتأسيسه الفنان المسرحي «فادي الغول» عام 2000م، أنتج العديد من الأعمال التي اقتصرت على مسرح الطفل حتى العام 2009م.
فاز المسرح بجائزة مالية من المنحة النرويجية ومن صندوق القدس عاصمة الثقافة العربية في العام 2009م، وأنتج أول عمل مسرحي للكبار وهي مسرحية «كلارينت المونودراما الفلسطينية» التي كانت علامة فارقة لمسرح سفر الذي يعمل معه طاقم فني وتقني خاص من الشباب.
شارك المسرح من خلال أعماله في مئات العروض التي جابت المدن والقرى والمخيمات الفلسطينية، كما شارك في العديد من التظاهرات الفنية والثقافية العربية والدولية من أهمها: مهرجان حكايا الدولي «الأردن»، مهرجان المسرح الحر الدولي الرابع والخامس «الأردن»، مهرجان الأردن الدولي «الأردن»، مهرجان مسرح حمام الشط الدولي «تونس»، مهرجان حوض البحر المتوسط «مرسيليا فرنسا»، مهرجان تمام «افنيون فرنسا»، مهرجان المسرح الوطني الدولي «الجزائر». وحاز على جائزة ومنحة الصندوق العربي للثقافة والفنون عام 2010م لإنتاج عمل مسرحي للأطفال «الساحر اوز».
كما شارك في إنتاج عمل مسرحي راقص «إنعاش» بالتعاون مع «جمعية الأمل للرقص المعاصر» في الناصرة، وشكّل توأمة مع الفرقة التابعة للجمعية والفنانة وداد عطا الله لإنتاج العديد من الأعمال المسرحية الراقصة.
مقره الحالي في مدينة رام الله.

### مسرح عناد
نشأت فكرة مسرح عناد عام 1987م تحت اسم «فرقة المسرح البيتجالي»؛ نسبةً إلى مدينة بيت جالا. ومن ثمّ تطوّرت الفرقة لتأخذ الصفة الرسمية والمهنية، تحت اسم «مركز عناد للمسرح والفنون».
من أبرز اهتمامات مسرح عناد؛ مسرح الطفل، الذي يركز عمله في مجال إنتاج الأعمال المسرحية للأطفال، وتقديم العروض في كافة محافظات الوطن؛ من أجل نشر الوعي المسرحي بين الجيل الجديد، وترسيخ حقوق الأطفال والمفاهيم الإنسانية.
تعليم الدراما والمسرح يشغل حيّزًا مهمًا ضمن أهداف المسرح، حيث يعمل على تعليم الدراما والمسرح في المدارس وتكوين فرق مسرحية من الطلاب، وذلك من أجل إنماء شخصية الطلاب من كافة النواحي السلوكية والانفعالية والعقلية والجسدية. كما يركز مسرح عناد عمله بنفس أهمية مسرح الأطفال؛ على فئة الفتيان والشباب؛ من أجل التواصل المسرحي معهم بشكل عام؛ ومن أجل متابعة قضايا واهتمامات هذه الفئة بشكل خاص.
استطاع مسرح عناد من خلال فئة الأطفال والفتيان والشباب أن يدخل إلى عمق المجتمع الفلسطيني وأن يتطرق إلى معالجة العديد من القضايا الإنسانية والاجتماعية التي تهم الأسرة والمرأة والمسنين وذوي الحاجات الخاصة، وذلك من خلال دورات في الدراما والمسرح وإنتاج الأعمال المسرحية.
يتميّز مسرح عناد الذي أنتج العديد من الأعمال المسرحية المهمة التي جالت كافة المدن والقرى والمخيمات الفلسطينية، والتي شاركت في العديد من المهرجانات العربية والدولية، بتوفيره لكافة الأفراد المعنيين بعمل دراسات وأبحاث في مجال الدراما والمسرح مكتبته التي تضم العديد من المراجع والكتب والأبحاث المتخصصة.

### مسرح الميدان
تأسّس مسرح الميدان سنة 1995م في مدينة حيفا، بمبادرة مجموعة من الممثلين والمخرجين والغيورين على تطوير المشهد الثقافي والفني الفلسطيني. تنطلق أهداف هذا المسرح من الخصوصية التاريخية للفن المسرحي، التي تحدّد مكانته ومكانه في المشهد الثقافي العام. وأبرز هذه الأهداف: تنمية الشعور لدى الجمهور الفلسطيني أنّ باستطاعته الارتقاء بوعيه وبذائقته الفنية مثل الشعوب الأخرى، رغم الظروف الاجتماعية والسياسية الصعبة التي يمرّ بها.
من المسرحيات التي قدّمها مسرح الميدان: «في ظلّ الشهيد»، و«العذراء والموت»، و«الأمير الصغير»، و«العرس»، و«خادم السيدين»، و«قمر على باب الشام»، و«كابوتشنو في رام الله»،  و«برناردا ألبا»، و«في مستوطنة العقاب»، و«البيت»، و«حارق المعبد»، و«جنية عدن»، و«خبر عاجل»، و«قصة خريف».

### مركز الرواد للثقافة والمسرح
أُنشئ مركز الرواد للثقافة والتدريب المسرحي (رواد للحياة) عام 1998م، يعنى بالفنون والثقافة والتدريب المسرحي للأطفال الذين يعيشون في مخيّم عايدة، ويهدف إلى إيجاد بيئة صحية وآمنة تساعد الأطفال على الإبداع وتفريغ الضغوطات الناتجة عن ظروف الحرب التي يعيشون فيها قسرًا، ويهدف المركز إلى كسر الصور النمطية في وسائل الإعلام عن الشعب الفلسطيني عبر المسرح والفنون وجولات العروض الفنية الدولية، وتوسيع قاعدة الشركاء على المستوى الوطني والدولي.
من المسرحيات التي عرضها: مسرحية «إحنا اولاد المخيم»، ومسرحية «كل الحق على الذيب»، ومسرحية «حنظلة»، ومسرحية «مونولوجات غزة»، ومسرحية «حقائق»، ومسرحية «المحاكمة».

### مسرح نعم
تأسّس مسرح نعم عام 2008م، بهمّة مسرحيين عملوا في مجالي المسرح والدراما منذ عام 1997م، وذلك من خلال عملهم المتواصل ضمن مؤسسة «أيام المسرح»، ولأنّ أيام المسرح قررت الانسحاب من مدينة الخليل عملًا بسياستها التي تقضي بتأهيل طواقم مسرحية كفؤة تستطيع الاعتماد على ذاتها في إدارة وتفعيل مؤسسات مسرحية وفنية جديدة؛ قرر طاقم الخليل الاستمرار في عمله تحت مسمّى جديد هو «مسرح نعم».
كما يهدف مسرح نعم إلى إنشاء وتطوير العروض المسرحية الفلسطينية، وتقديم العروض والمعارض الفنية والثقافية لكافة الأعمار والقطاعات في جميع المناطق، وتأهيل وتطوير الممثلين الفلسطينيين والمخرجين وتوعية الجمهور، وتطوير النصوص في فلسطين التاريخية وخارجها، وتعزيز دور المسرح والدراما في المجتمع الفلسطيني، والقيام بجميع الأنشطة المسرحية التعليمية والثقافية والترفيهية والموسيقية للأطفال والفتيان والكبار ومن كلا الجنسين.
من المسرحيات التي قدمها مسرح نعم: «المرجوحة»، و«في المكان»، و«نفس المشكلة»، و«الساحة»، و«الكنز»، و«رحلة في الشمس»، و«أحلام ريم»، و«بائعة الكبريت»، و«حروف».

### مسرح السيرة
تأسّس مسرح السيرة سنة 1984م في مدينة القدس، مديره ومؤسسه د. راضي شحادة (أحد مؤسّسي مسرح الحكواتي ومؤسّس مسرح البلد في الجليل سنة 1973م، ومسرحه مسرح متجوّل في أنحاء البلاد وفي أرجاء العالم، شارك في مهرجانات عالمية في اوروبا وأمريكا والدول العربية)، وهو مسرح ينتج أعمالًا للصغار والكبار.
يعتمد مسرح السيرة على استغلال فن السماع وإشباع الحواس، ويكثّف ذلك باستعمال جميع العناصر التي يقوم عليها الفن المسرحي من نص وشعر وغناء وموسيقى ورقص وأقنعة ودمى وأزياء وديكور وماكياج وإضاءة، وسائر المؤثرات التقنية.
قدّم مسرحيات: "يويا"، و"زريف"، و"الساحر والحكواتي"، و"دادي"، و"عنتر وعبلة"، و"هشّك بشّك"، و"آويها"، و"أصيلة"، و"شرشوح"، و"عنتر في الساحة خيّال"، و"البهلول"(إنتاج المدرسة الإكليريكية في الناصرة)، و"السلام المفقود"، و"أنا أستاذ"، و"سقف المكسور" و"مستر إيجو" و"أبو خريوش"، و"هيصة (إنتاج ومشاركة جوقة البعث الشفاعمرية)، و"عجلون الحبّوب".

### مسرح الرواة
خرج مسرح الرواة من قلب البلدة القديمة في القدس سنة 1987م، وقدّم حتى الآن أكثر من 15 عملًا مسرحيا للكبار والصغار. يقدم المسرح مسرحيات محلية بمضامين إنسانية، مغامرًا في الطرح الذي طالما أثار نقاشًا عميقًا حول الذات الفلسطينية.
الحالة الشعبيّة هي مصدر أعماله المسرحية حيث يقوم المسرح بتطوير أدواته الفنية من خلال تطوير مفهوم (الفرجة الشعبية)، مستفيدًا من التراث الحيّ لشخصية الراوي، ودمجه في مواضيع حياتية تلامس الإنسان أينما كان، كما ساهم المسرح في تطوير مسرح الدمى، وانتشار ثقافة المسرح في المناطق المهمّشة من خلال العديد من الأعمال المسرحية.
شارك مسرح الرواة عدة مهرجانات وأقام الورشات الفنية بالتعاون مع مجموعة من المؤسّسات ذات الاختصاص في الدراما والتنمية البشرية. جدير بالذكر أنّ المسرح لا يتلقى الدعم المادي من أية جهة، بل قام على إنتاج أعماله الفنية بقوى الفنانين الذاتية الذين آمنوا بهذا النهج في العمل؛ حيث يؤمن المسرح بأن الثقافة فعل من أجل التغيير، ويجب أن تحافظ على استقلاليتها.
من المسرحيات التي قدمها: مسرحية "مدرسة الحب" 1987، ومسرحية "حديدون والغولة" 1997، ومسرحية "الزبال" 1990، ومسرحية "أنصار" 1990- 1995، ومسرحية "الست نظيرة" 1999، ومسرحية "الأحداث الأليمة في حياة أبو حليمة" 2008 " حازت والمسرحية على الجائزة الأول لمهرجان عكا، 2008 والجائزة الأولى لمهرجان المسرح الحديث في أوسلو 2010، ومسرحية "شارع فساد الدين"2009 " حازت المسرحية على جائزة أفضل مسرحية عن القدس في مهرجان زهرة المدائن "القدس عاصمة ابدية" 2010، ومسرحية "مجلس العدل" 2009، ومسرحية "كعك وفلافل" 2010، ومسرحية "كوكو ريكو" 1993، "الطنجرة السحرية" 2002، ومسرحية "بقبق الكسلان" 1998، ومسرحية الكنز 2004".

### مسرح الأحلام
أُسّس مسرح الأحلام عام 2006م في مدينة الخليل بجهود «جمعية أحلام الشباب والطفولة الخيرية للثقافة والفنون»؛ بهدف تشجيع الحياة الثقافية والمسرحية في البلدة القديمة؛ التي تعاني من نقص حاد في المرافق الثقافية، وقدم عدة مسرحيات منها:
مسرحية «العكاز»، ومسرحية «ابيض واسود»، ومسرحية «ظلمتني أمي»، ومسرحية «سليمة سالم سلمان»، ومسرحية «من حق مين»، ومسرحية «إن ما أغنت بتستر»، ومسرحية «زهرة البنفسج»، ومسرحية «ليلى والساحر»، ومسرحية «وجهين في صورة واحدة»، ومسرحية «صحتك أغلى»، ومسرحية «هي وأنا»، ومسرحية «حكاية رنا»، ومسرحية «من يوم تراث ليوم ثراث».

### فرقة صندوق العجب
تأسّست فرقة «صندوق العجب» عام 1975م، في رام الله ويرأسها الفنان عادل الترتير، (وهو أحد مؤسسي الحركة المسرحية الفلسطينية الذين كانوا يسعون للوصول إلى التفرّغ والاحتراف الكُلّي للمسرح). بعد تجربة نوعية في فرقة «بلالين» التي تعتبر أول فرقة مسرحية فلسطينية مستقلة ظهرت بعد نكسة عام 1967م.
أنتجت فرقة مسرح «صندوق العجب» خلال مسيرتها العديد من الأعمال المسرحية من أهمها:
مسرحية «لما انجنينا»، و«تغريبة سعيد بن فضل الله»، و«راس روس» (وهي أول مونو دراما؛ أي مسرحية من ممثل واحد في المسرح الفلسطيني)، «الحقيقة والأعمى والأطرش» (عن رواية للأديب الفلسطيني غسان كنفاني تحمل نفس الاسم)،  و«القبعة والنبي» (تأليف غسان كنفاني).
في السنوات الأخيرة، تم التركيز على مسرح الطفل، حيث عمل على توظيف صندوق العجب التراثي وشخصية الحكواتي أبو العجب صاحب الصندوق؛ لإحياء الأشكال الشعبية والتراثية الفنية والعمل على تطويرها. وفي هذا الإطار، قدّمت سلسلة «حكايات أبو العجب»، وحكاية «حذاء الطنبوري»، وحكاية «نص نصيص»، و«النملة النمولة»، و«الحطاب والباطية»، و«العصفور الشاطر»، و«الديك الهادر»، و«بقرة اليتامى»، و«قصة أولها كذب وآخرها كذب»، و«الجراد في المدينة»، و«الفيل يا ملك الزمان»، و«ولادة أبو العجب».

### المسرح الوطني الفلسطيني «الحكواتي»
افتُتِح مسرح الحكواتي عام 1984م في القدس، وحافظ على وجوده وبقائه رغم المعوّقات الإسرائيلية والتمويلية. كما حقق إنجازات على الصعيد المحلي والعالمي بإمكانياته البسيطة، وأصبح عنوانًا لكافة الفنانين والمثقفين؛ باعتباره أول مؤسسة ثقافية فلسطينية تحت الاحتلال.
رغم تعرّض «الحكواتي» للإغلاق عشرات المرات على مدار السنوات الماضية؛ بحجّة رعاية السُلطة للنشاطات داخله، تمكّن من تحقيق الكثير من الإنجازات منذ نشأته. كما يعتبر «الحكواتي» أول مسرح يقوم بتنظيم مهرجان دولي (مهرجان الدمى)، وهو أول من مثّل فلسطين في الهيئة العالمية للمسرح.
قدّم ما يزيد عن 600 نشاط داخلي وخارجي حيث قامت الفرقة بتأدية الكثير من العروض في أوروبا والعالم العربي، في مهرجانات متعددة منها: قرطاج في تونس، وعرض مسرحية “محجوب محجوب” في إنجلترا وألمانيا والسويد، وفرنسا وهولندا وبلجيكا، ووصلت أعماله إلى اليابان وغيرها؛ كما أنّه أقام أول مدرسة للمسرح؛ حيث دُرّبت شباب وشابات تراوحت أعمارهم بين 16 و 24 عام، ويشرف على ندوات اليوم السابع، التي تدار بشكل أسبوعي منذ سنوات طويلة، ويتم خلالها مناقشة إصدارات الكتب الحديثة. كما يعتبر المسرح كذلك أول مكان استخدم لتدريب طاقم تلفزيون فلسطين.